# ادی انگلس
ادی انگلس (هلندی: Addy Engels؛ زادهٔ ۱۶ ژوئن ۱۹۷۷) دوچرخه‌سوار اهل هلند است.